# Nelson, New Hampshire
Nelson är en kommun (town) i Cheshire County i delstaten New Hampshire, USA med 629 invånare (2020).

## Kända personer från Nelson
- Alfred B. Kittredge, politiker